# كأس هولندا السياحية 1956
كأس هولندا السياحية 1956 هو سباق دراجات نارية أقيم بتاريخ 30 يونيو 1956 في حلبة أسن تي تي. كان الجولة الثانية من أصل 6 في سباق الجائزة الكبرى للدراجات النارية موسم 1956. فاز البريطاني جون سورتيس بفئة 500 سي سي بينما جاء الألماني والتر زيلر في المركز الثاني.

## وصلات خارجية
- الموقع الرسمي